# 代食品
代食品，指在没有食品的条件下为充饥而被迫采用的原本并不用来食用的物质，这种现象常常发生在战爭或者饥荒时期。代食品因地域变化也不同，例如在海地饥荒中，人们使用一种称为“特雷”的泥饼充饥，而在中国大陆五、六十年代三年困难时期中，人们使用树皮、草根，乃至观音土充饥。而长期食用代食品，只能增加人的饱腹感并对人体有害。